# Renai Caruso
Renai Caruso es una actriz australiana, conocida por interpretar a Bec Quilter en la serie Out of the Blue.

## Biografía
En el 2006 se graduó con una licenciatura en bellas artes de la Universidad de Tecnología de Queensland.

## Carrera
En 1995 apareció como invitada en la aclamada serie australiana Neighbours, donde interpretó a Olivia Rezzara.
En el 2008 se unió al elenco de la serie australiana Out of the Blue, donde interpretó a la Doctora Rebecca Quilter.
En el 2009 se unió a la tercera temporada de la serie Satisfaction donde interpretó a la trabajadora sexual Tess hasta el final de la serie en el 2010. Tess decide dejar su trabajo como asistente personal y terminar su relación con su jefe casado Dan (Grant Bowler), llega al burdel 232 en busca de resolver sus problemas con el amor y el sexo, sin embargo su nuevo trabajo como prostituta solo le traerá más problemas. Para prepararse  para este personaje Renai visitó prostíbulos y se reunió con profesionales del sexo.
En el 2010 apareció como invitada en series Packed to the Rafters donde interpretó a Amy Greenblatt y en Cops: L.A.C., donde dio vida a Sonia Bolton.
En el 2011 Renai se unió a la quinta y última temporada de la serie Sea Patrol donde interpretó a Madelaine Cruise, hasta el final de la serie en el 2011.
En el 2012 apareció como invitada en un episodio de la nueva serie Miss Fisher's Murder Mysteries donde interpretó a la señora Waddington.

## Filmografía

### Series de televisión
| Año         | Título                         | Personaje             | Notas                              |
| ----------- | ------------------------------ | --------------------- | ---------------------------------- |
| 2016        | Jack Irish                     | Helena Shand          | 3 episodios                        |
| 2012        | Miss Fisher's Murder Mysteries | Mrs. Waddington       | episodio "Death at Victoria Docks" |
| 2011        | Sea Patrol                     | Madelaine Cruise      | 6 episodios                        |
| 2010        | Cops: L.A.C.                   | Sonia Bolton          | episodio "I'll See You"            |
| 2010        | Packed to the Rafters          | Amy Greenblatt        | episodio "Lessons in Happiness"    |
| 2009 - 2010 | Satisfaction                   | Tess                  | 10 episodios                       |
| 2008        | Out of the Blue                | Rebecca "Bec" Quilter | 83 episodios                       |
| 2007        | Mortified                      | Empleada              | episodio "Girl Power"              |
| 2006        | Monarch Cove                   | Megan                 | episodio # 1.19                    |
| 2002        | Guinevere Jones                | Dama de honor         | episodio "Love Hurts"              |
| 1997        | State Coroner                  | Jo Zammit             | episodio "Coming to Grief"         |
| 1996        | Ocean Girl                     | Myreka                | episodios "Cassandra's Nightmare"  |
| 1995        | Neighbours                     | Olivia Rezzara        | 4 episodios                        |

### Películas
| Año  | Título                        | Personaje                 | Notas                                                                                            |
| ---- | ----------------------------- | ------------------------- | ------------------------------------------------------------------------------------------------ |
| 2010 | Drawn to Life                 | Alix                      | corto - junto a Clayton Watson                                                                   |
| 2009 | Daybreakers                   | Asistente de la Cafetería | -                                                                                                |
| 2008 | The Weight of Sunken Treasure | Mary Somerset             | corto - junto a Michael Dorman & Chris Haywood                                                   |
| 2008 | The Shed                      | Samantha                  | corto - junto a Adam Fawns                                                                       |
| 2007 | Unfinished Sky                | Kate                      | junto a Bille Brown, William McInnes, Roy Billing, Christopher Sommers, David Field & Sam Cotton |
| 1996 | What I Have Written           | Estudiante                | -                                                                                                |